# Мансореш
Мансореш (порт. Mansores; МФА: [mɐ̃.ˈso.ɾɨʃ]) — парафія в Португалії, у муніципалітеті Арока. Розташована в західній частині країни, на теренах історичної португальської провінції Бейра. Входить до складу округу Авейру. За адміністративним поділом, чинним до 1976 року, терени парафії були складовою провінції Берегове Дору. Належить до Авейрівської діоцезії Католицької церкви. Патрон — свята Христина. Площа — 14,0754 км². Населення — 1081 ос. (2011). Слабо урбанізований регіон. Густота населення — 76,8 осіб/км²
. Код — 010413.

## Географія

Арока (2013)
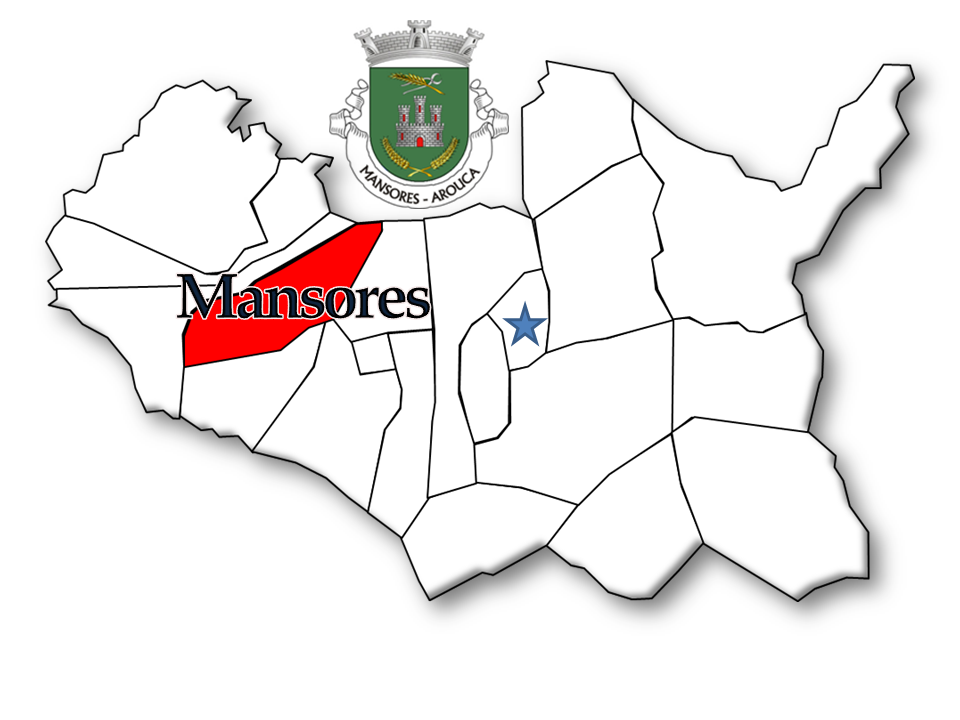
Мансореш

## Населення
| Кількість мешканців | Кількість мешканців | Кількість мешканців | Кількість мешканців | Кількість мешканців | Кількість мешканців | Кількість мешканців | Кількість мешканців | Кількість мешканців | Кількість мешканців | Кількість мешканців | Кількість мешканців | Кількість мешканців | Кількість мешканців | Кількість мешканців |
| ------------------- | ------------------- | ------------------- | ------------------- | ------------------- | ------------------- | ------------------- | ------------------- | ------------------- | ------------------- | ------------------- | ------------------- | ------------------- | ------------------- | ------------------- |
| 1864                | 1878                | 1890                | 1900                | 1911                | 1920                | 1930                | 1940                | 1950                | 1960                | 1970                | 1981                | 1991                | 2001                | 2011                |
| 778                 | 894                 | 812                 | 786                 | 856                 | 961                 | 1.072               | 1.154               | 1.216               | 1.290               | 1.192               | 1.180               | 1.125               | 1.155               | 1.081               |